# Gora Tupoleva
Gora Tupoleva är ett berg i Antarktis. Det ligger i Östantarktis. Australien gör anspråk på området. Toppen på Gora Tupoleva är 1 135 meter över havet.
Terrängen runt Gora Tupoleva är kuperad åt nordost, men åt sydväst är den platt. Trakten är obefolkad. Det finns inga samhällen i närheten.